# Silene doganii
Silene doganii är en nejlikväxtart som beskrevs av A.Duran och Menemen. Silene doganii ingår i släktet glimmar, och familjen nejlikväxter. Inga underarter finns listade i Catalogue of Life.